# Якуб Серафін
Якуб Серафін (пол. Jakub Serafin; нар. 25 травня 1996, Ольштин, Польща) — польський футболіст, півзахисник футбольної команди «Лех» що нині виступає в польській Екстраклясі.